# Balai Panjang (Lareh Sago Halaban)
Balai Panjang is een bestuurslaag in het regentschap Lima Puluh Kota van de provincie West-Sumatra, Indonesië. Balai Panjang telt 5202 inwoners (volkstelling 2010).